# Otão I de Monferrato
Otão I de Monferrato (em italiano:  Ottone del Monferrato) foi  marquês de Monferrato em 991. Era filho do marquês Aleramo de Monferrato, nascido do casamento deste com sua primeira esposa. Desde 969 esteve ao lado do pai no governo do Estado. Tornou-se efetivamente marquês com a morte de seu pai, mas não governou por muito tempo devido à morte prematura. Ainda hoje, nem sempre é considerado um verdadeiro marquês de Monferrato.
Teve dois filhos: Guilherme III de Monferrato e Reprando.